# Juan Ernesto Soto
Juan Ernesto Soto Arevalo (Caracas, 14 ottobre 1977) è un arbitro di calcio argentino, internazionale dal 2005.

## Carriera
Ha diretto il primo incontro a livello internazionale nella Copa Sudamericana 2005 tra Trujillanos e Mineros de Guayana, due club della sua federazione. Ha poi debuttato in Libertadores nella edizione 2008.
Nell'aprile del 2012 la FIFA lo inserisce in una prima lista di preselezionati per i Mondiali del 2014, convocandolo per il Torneo maschile di calcio delle Olimpiadi di Londra 2012, dove dirige una sola partita della fase a gironi. Tuttavia, in seguito non riesce a raggiungere l'obiettivo dei mondiali del 2014, venendo scartato in selezioni successive.
Nell'ottobre 2013 è convocato dalla FIFA per il Campionato mondiale di calcio Under 17 2013. Nella circostanza, viene impiegato per due partite della fase a gironi.